# Marcell Jansen
Marcell Jansen (Mönchengladbach, 4 novembre 1985) è un dirigente sportivo ed ex calciatore tedesco, di ruolo difensore, presidente dell'Amburgo.

## Carriera

### Club
Arriva al Borussia Mönchengladbach dopo aver giocato col SV Lürrip nel 1994 e nel 2003 viene convocato per la prima volta in prima squadra, come riserva nella gara contro l'Hannover 96, quando già ha diverse presenze nelle nazionali giovanili tedesche. All'inizio della stagione 2004-2005 diventa professionista e viene inserito inizialmente nella squadra amatoriale di quarta divisione, finché il nuovo allenatore della prima squadra Dick Advocaat gli dà la possibilità di esordire nella Bundesliga nel dicembre del 2004 nella sconfitta 6-0 contro l'Hertha Berlino.
Nonostante il debutto infelice, Advocaat continua a puntare su di lui e con l'infortunio del titolare Christian Ziege ha l'occasione di giocare con continuità. Riesce a prendere il posto del nazionale belga Filip Daems, sostituto naturale di Ziege, e disputare una stagione di esordio che gli assicura il posto nella Nazionale tedesca Under 21.
La sua seconda stagione da professionista lo vede diventare sempre più importante per il suo club e debutta anche nella nazionale maggiore. Durante la stagione contribuisce alla salvezza della squadra e firma un nuovo contratto triennale. Al termine della sua terza stagione al Borussia, coincisa con la retrocessione della squadra in seconda divisione, viene ceduto al Bayern Monaco per 14 milioni di euro.
Nella prima stagione a Monaco vince i primi titoli della sua carriera, Bundesliga, Coppa di Germania e Coppa di Lega, disputando in totale 30 gare con il debutto in Coppa UEFA.
Il 28 agosto 2008 passa a titolo definitivo all'Amburgo per 8 milioni di euro.
L'8 luglio 2015 non viene rinnovato il suo contratto con l'Amburgo e decide di ritirarsi dal calcio giocato dichiarando di essere troppo legato all'Amburgo per vestire un'altra maglia.

### Nazionale
Debutta in nazionale quando il C.T. Jürgen Klinsmann lo convoca per la gara del 3 settembre 2005 contro la Slovacchia, che vede la squadra tedesca battuta 2-0. Viene anche convocato per la fase finale del Campionato Mondiale del 2006 durante il quale la magnifica forma del pari ruolo Philipp Lahm lo costringe alla panchina fino alla finale valida per il terzo posto della competizione contro il Portogallo, che gioca interamente. Realizza il suo primo gol con la maglia della nazionale nella vittoria 6-0 contro San Marino.
Nell'estate del 2008 viene convocato dal commissario tecnico Löw per l'Europeo in Svizzera ed Austria. Il 10 luglio 2010, in occasione della finalina del Mondiale 2010, valida per il 3º posto, segna uno dei 3 gol della Germania contro l'Uruguay, partita che finirà 3-2 per i tedeschi.

## Statistiche

### Presenze e reti nei club
Statistiche aggiornate al 16 maggio 2015.
| Stagione                  | Squadra                   | Campionato                | Campionato | Campionato | Coppe nazionali | Coppe nazionali | Coppe nazionali | Coppe continentali | Coppe continentali | Coppe continentali | Altre coppe | Altre coppe | Altre coppe | Totale | Totale |
| Stagione                  | Squadra                   | Comp                      | Pres       | Reti       | Comp            | Pres            | Reti            | Comp               | Pres               | Reti               | Comp        | Pres        | Reti        | Pres   | Reti   |
| ------------------------- | ------------------------- | ------------------------- | ---------- | ---------- | --------------- | --------------- | --------------- | ------------------ | ------------------ | ------------------ | ----------- | ----------- | ----------- | ------ | ------ |
| gen.-giu. 2004            | Borussia M'bach II        | OLN                       | 1          | 0          | -               | -               | -               | -                  | -                  | -                  | -           | -           | -           | 1      | 0      |
| 2004-gen. 2005            | Borussia M'bach II        | OLN                       | 14         | 4          | -               | -               | -               | -                  | -                  | -                  | -           | -           | -           | 14     | 4      |
| Totale Borussia M'bach II | Totale Borussia M'bach II | Totale Borussia M'bach II | 15         | 4          |                 | -               | -               |                    | -                  | -                  |             | -           | -           | 15     | 4      |
| gen.-giu. 2005            | Borussia. M               | BL                        | 18         | 1          | CG              | 0               | 0               | -                  | -                  | -                  | -           | -           | -           | 18     | 1      |
| 2005-2006                 | Borussia. M               | BL                        | 32         | 3          | CG              | 1               | 0               | -                  | -                  | -                  | -           | -           | -           | 33     | 3      |
| 2006-2007                 | Borussia. M               | BL                        | 23         | 1          | CG              | 1               | 0               | -                  | -                  | -                  | -           | -           | -           | 24     | 1      |
| Totale Borussia. M        | Totale Borussia. M        | Totale Borussia. M        | 73         | 5          |                 | 2               | 0               |                    | -                  | -                  |             | -           | -           | 75     | 5      |
| 2007-2008                 | Bayern Monaco             | BL                        | 17         | 0          | CG+CdL          | 3+3             | 0               | CU                 | 10                 | 0                  | -           | -           | -           | 33     | 0      |
| 2008-2009                 | Amburgo                   | BL                        | 25         | 3          | CG              | 4               | 0               | CU                 | 11                 | 1                  | -           | -           | -           | 40     | 4      |
| 2009-2010                 | Amburgo                   | BL                        | 18         | 6          | CG              | 1               | 0               | UEL                | 8                  | 3                  | -           | -           | -           | 27     | 9      |
| 2010-2011                 | Amburgo                   | BL                        | 16         | 2          | CG              | 1               | 0               | -                  | -                  | -                  | -           | -           | -           | 17     | 2      |
| 2011-2012                 | Amburgo                   | BL                        | 29         | 5          | CG              | 2               | 0               | -                  | -                  | -                  | -           | -           | -           | 31     | 5      |
| 2012-2013                 | Amburgo                   | BL                        | 28         | 1          | CG              | 1               | 0               | -                  | -                  | -                  | -           | -           | -           | 29     | 1      |
| 2013-2014                 | Amburgo                   | BL                        | 21+2       | 1+0        | CG              | 4               | 0               | -                  | -                  | -                  | -           | -           | -           | 27     | 1      |
| 2014-2015                 | Amburgo                   | BL                        | 15         | 2          | CG              | 1               | 0               | -                  | -                  | -                  | -           | -           | -           | 16     | 2      |
| Totale Amburgo            | Totale Amburgo            | Totale Amburgo            | 152+2      | 20+0       |                 | 14              | 0               |                    | 19                 | 4                  |             | -           | -           | 187    | 24     |
| Totale carriera           | Totale carriera           | Totale carriera           | 257+2      | 29+0       |                 | 22              | 0               |                    | 29                 | 4                  |             | -           | -           | 310    | 33     |

### Cronologia presenze e reti in nazionale
| Cronologia completa delle presenze e delle reti in nazionale ― Germania | Cronologia completa delle presenze e delle reti in nazionale ― Germania | Cronologia completa delle presenze e delle reti in nazionale ― Germania | Cronologia completa delle presenze e delle reti in nazionale ― Germania | Cronologia completa delle presenze e delle reti in nazionale ― Germania | Cronologia completa delle presenze e delle reti in nazionale ― Germania | Cronologia completa delle presenze e delle reti in nazionale ― Germania | Cronologia completa delle presenze e delle reti in nazionale ― Germania |
| Data                                                                    | Città                                                                   | In casa                                                                 | Risultato                                                               | Ospiti                                                                  | Competizione                                                            | Reti                                                                    | Note                                                                    |
| ----------------------------------------------------------------------- | ----------------------------------------------------------------------- | ----------------------------------------------------------------------- | ----------------------------------------------------------------------- | ----------------------------------------------------------------------- | ----------------------------------------------------------------------- | ----------------------------------------------------------------------- | ----------------------------------------------------------------------- |
| 3-9-2005                                                                | Bratislava                                                              | Slovacchia                                                              | 2 – 0                                                                   | Germania                                                                | Amichevole                                                              | -                                                                       | 46’                                                                     |
| 7-9-2005                                                                | Brema                                                                   | Germania                                                                | 4 – 2                                                                   | Sudafrica                                                               | Amichevole                                                              | -                                                                       |                                                                         |
| 8-10-2005                                                               | Istanbul                                                                | Turchia                                                                 | 2 – 1                                                                   | Germania                                                                | Amichevole                                                              | -                                                                       |                                                                         |
| 12-11-2005                                                              | Saint-Denis                                                             | Francia                                                                 | 0 – 0                                                                   | Germania                                                                | Amichevole                                                              | -                                                                       |                                                                         |
| 27-5-2006                                                               | Friburgo                                                                | Germania                                                                | 7 – 0                                                                   | Lussemburgo                                                             | Amichevole                                                              | -                                                                       | 46’                                                                     |
| 30-5-2006                                                               | Leverkusen                                                              | Germania                                                                | 2 – 2                                                                   | Giappone                                                                | Amichevole                                                              | -                                                                       |                                                                         |
| 2-6-2006                                                                | Mönchengladbach                                                         | Germania                                                                | 3 – 0                                                                   | Colombia                                                                | Amichevole                                                              | -                                                                       | 73’                                                                     |
| 8-7-2006                                                                | Stoccarda                                                               | Germania                                                                | 3 – 1                                                                   | Portogallo                                                              | Mondiali 2006 - Finale 3º posto                                         | -                                                                       |                                                                         |
| 16-8-2006                                                               | Monaco di Baviera                                                       | Germania                                                                | 3 – 0                                                                   | Svezia                                                                  | Amichevole                                                              | -                                                                       | 46’                                                                     |
| 2-9-2006                                                                | Stoccarda                                                               | Germania                                                                | 1 – 0                                                                   | Irlanda                                                                 | Qual. Euro 2008                                                         | -                                                                       |                                                                         |
| 6-9-2006                                                                | Serravalle                                                              | San Marino                                                              | 0 – 13                                                                  | Germania                                                                | Qual. Euro 2008                                                         | -                                                                       |                                                                         |
| 7-2-2007                                                                | Düsseldorf                                                              | Germania                                                                | 3 – 1                                                                   | Svizzera                                                                | Amichevole                                                              | -                                                                       | 74’                                                                     |
| 24-3-2007                                                               | Praga                                                                   | Rep. Ceca                                                               | 1 – 2                                                                   | Germania                                                                | Qual. Euro 2008                                                         | -                                                                       | 84’                                                                     |
| 28-3-2007                                                               | Duisburg                                                                | Germania                                                                | 0 – 1                                                                   | Danimarca                                                               | Amichevole                                                              | -                                                                       |                                                                         |
| 2-6-2007                                                                | Norimberga                                                              | Germania                                                                | 6 – 0                                                                   | San Marino                                                              | Qual. Euro 2008                                                         | 1                                                                       |                                                                         |
| 6-6-2007                                                                | Amburgo                                                                 | Germania                                                                | 2 – 1                                                                   | Slovacchia                                                              | Qual. Euro 2008                                                         | -                                                                       |                                                                         |
| 8-9-2007                                                                | Cardiff                                                                 | Galles                                                                  | 0 – 2                                                                   | Germania                                                                | Qual. Euro 2008                                                         | -                                                                       |                                                                         |
| 12-9-2007                                                               | Colonia                                                                 | Germania                                                                | 3 – 1                                                                   | Romania                                                                 | Amichevole                                                              | -                                                                       | 46’                                                                     |
| 13-10-2007                                                              | Dublino                                                                 | Irlanda                                                                 | 0 – 0                                                                   | Germania                                                                | Qual. Euro 2008                                                         | -                                                                       |                                                                         |
| 17-10-2007                                                              | Monaco di Baviera                                                       | Germania                                                                | 0 – 3                                                                   | Rep. Ceca                                                               | Qual. Euro 2008                                                         | -                                                                       |                                                                         |
| 26-3-2008                                                               | Basilea                                                                 | Svizzera                                                                | 0 – 4                                                                   | Germania                                                                | Amichevole                                                              | -                                                                       | 79’                                                                     |
| 31-5-2008                                                               | Gelsenkirchen                                                           | Germania                                                                | 2 – 1                                                                   | Serbia                                                                  | Amichevole                                                              | -                                                                       | 84’                                                                     |
| 8-6-2008                                                                | Klagenfurt                                                              | Germania                                                                | 2 – 0                                                                   | Polonia                                                                 | Euro 2008 - 1º turno                                                    | -                                                                       |                                                                         |
| 12-6-2008                                                               | Klagenfurt                                                              | Croazia                                                                 | 2 – 1                                                                   | Germania                                                                | Euro 2008 - 1º turno                                                    | -                                                                       | 46’                                                                     |
| 19-6-2008                                                               | Basilea                                                                 | Portogallo                                                              | 2 – 3                                                                   | Germania                                                                | Euro 2008 - Quarti di finale                                            | -                                                                       | 89’                                                                     |
| 25-6-2008                                                               | Basilea                                                                 | Germania                                                                | 3 – 2                                                                   | Turchia                                                                 | Euro 2008 - Semifinale                                                  | -                                                                       | 90+2’                                                                   |
| 29-6-2008                                                               | Vienna                                                                  | Germania                                                                | 0 – 1                                                                   | Spagna                                                                  | Euro 2008 - Finale                                                      | -                                                                       | 46’                                                                     |
| 20-8-2008                                                               | Norimberga                                                              | Germania                                                                | 2 – 0                                                                   | Belgio                                                                  | Amichevole                                                              | -                                                                       | 81’                                                                     |
| 28-3-2009                                                               | Lipsia                                                                  | Germania                                                                | 4 – 0                                                                   | Liechtenstein                                                           | Qual. Mondiali 2010                                                     | 1                                                                       | 64’                                                                     |
| 12-8-2009                                                               | Baku                                                                    | Azerbaigian                                                             | 0 – 2                                                                   | Germania                                                                | Qual. Mondiali 2010                                                     | -                                                                       | 76’                                                                     |
| 29-5-2010                                                               | Budapest                                                                | Ungheria                                                                | 0 – 3                                                                   | Germania                                                                | Amichevole                                                              | -                                                                       | 61’                                                                     |
| 23-6-2010                                                               | Johannesburg                                                            | Ghana                                                                   | 0 – 1                                                                   | Germania                                                                | Mondiali 2010 - 1º turno                                                | -                                                                       | 73’                                                                     |
| 3-7-2010                                                                | Città del Capo                                                          | Argentina                                                               | 0 – 4                                                                   | Germania                                                                | Mondiali 2010 - Quarti di finale                                        | -                                                                       | 72’                                                                     |
| 7-7-2010                                                                | Durban                                                                  | Germania                                                                | 0 – 1                                                                   | Spagna                                                                  | Mondiali 2010 - Semifinale                                              | -                                                                       | 52’                                                                     |
| 10-7-2010                                                               | Port Elizabeth                                                          | Uruguay                                                                 | 2 – 3                                                                   | Germania                                                                | Mondiali 2010 - Finale 3º posto                                         | 1                                                                       | 81’                                                                     |
| 3-9-2010                                                                | Bruxelles                                                               | Belgio                                                                  | 0 – 1                                                                   | Germania                                                                | Qual. Euro 2012                                                         | -                                                                       | 46’                                                                     |
| 26-3-2013                                                               | Norimberga                                                              | Germania                                                                | 4 – 1                                                                   | Kazakistan                                                              | Qual. Mondiali 2014                                                     | -                                                                       | 90+1’                                                                   |
| 29-5-2013                                                               | Boca Raton                                                              | Germania                                                                | 4 – 2                                                                   | Ecuador                                                                 | Amichevole                                                              | -                                                                       |                                                                         |
| 2-6-2013                                                                | Washington                                                              | Stati Uniti                                                             | 4 – 3                                                                   | Germania                                                                | Amichevole                                                              | -                                                                       | 46’                                                                     |
| 14-8-2013                                                               | Kaiserslautern                                                          | Germania                                                                | 3 – 3                                                                   | Paraguay                                                                | Amichevole                                                              | -                                                                       | 81’                                                                     |
| 11-10-2013                                                              | Berlino                                                                 | Germania                                                                | 3 – 0                                                                   | Irlanda                                                                 | Qual. Mondiali 2014                                                     | -                                                                       |                                                                         |
| 15-10-2013                                                              | Stoccolma                                                               | Svezia                                                                  | 3 – 5                                                                   | Germania                                                                | Qual. Mondiali 2014                                                     | -                                                                       |                                                                         |
| 15-11-2013                                                              | Torino                                                                  | Italia                                                                  | 1 – 1                                                                   | Germania                                                                | Amichevole                                                              | -                                                                       |                                                                         |
| 19-11-2013                                                              | Londra                                                                  | Inghilterra                                                             | 0 – 1                                                                   | Germania                                                                | Amichevole                                                              | -                                                                       | 46’                                                                     |
| 5-3-2014                                                                | Stoccarda                                                               | Germania                                                                | 1 – 0                                                                   | Cile                                                                    | Amichevole                                                              | -                                                                       | 24’                                                                     |
| Totale                                                                  |                                                                         | Presenze                                                                | 45                                                                      |                                                                         | Reti                                                                    | 3                                                                       |                                                                         |

## Palmarès

### Club

#### Competizioni nazionali
- Campionato tedesco: 1

Bayern Monaco: 2007-2008
- Coppa di Germania: 1

Bayern Monaco: 2007-2008
- Coppa di Lega tedesca: 1

Bayern Monaco: 2007